# سيبورغ راي-أو-لايت
سيبورغ راي-أو-لايت (بالإنجليزية: Seeburg Ray-O-Lite)‏ كانت أول لعبة سلاح ضوئي. صُنِعَت في يناير/كانون الثاني 1936 من قِبَل شركة سيبورغ. يتضمَّمن اللّعب إطلاق النار على بطة بحيث تسقط عندما تُصاب.

## روابط خارجيّة
- 1936 Seeburg Ray-O-Lite